# Clohars-Carnoët
Clohars-Carnoët (en bretó Kloar-Karnoed) és un municipi francès, situat a la regió de Bretanya, al departament de Finisterre. L'any 2006 tenia 3.963 habitants.
En el litoral del municipi es troba l'estació balneària de Le Pouldu, amb les platges de Grands Sables, Bellangenet i Kérou. Al final del segle xix el lloc va ser freqüentat pels pintors de l'Escola de Pont-Aven (Paul Gauguin, Meyer de Haan, Charles Filiger, Charles Laval, Henry Moret, Maxime Maufra) que es van reunir a la Maison Marie Henry, i després els nabís (Paul Sérusier, Jan Verkade, Maurice Denis).

## Demografia
| Evolució de la població Cassini et INSEE |       |       |       |       |       |       |       |       |
| 1793                                     | 1800  | 1806  | 1821  | 1831  | 1836  | 1841  | 1846  | 1851  |
| 2 469                                    | 2 532 | 2 353 | 2 725 | 2 795 | 2 830 | 2 850 | 3 146 | 3 332 |

| 1856  | 1861  | 1866  | 1872  | 1876  | 1881  | 1886  | 1891  | 1896  |
| ----- | ----- | ----- | ----- | ----- | ----- | ----- | ----- | ----- |
| 3 072 | 3 125 | 3 466 | 3 389 | 3 480 | 3 572 | 3 623 | 3 717 | 3 771 |

| 1901  | 1906  | 1911  | 1921  | 1926  | 1931  | 1936  | 1946  | 1954  |
| ----- | ----- | ----- | ----- | ----- | ----- | ----- | ----- | ----- |
| 4 010 | 4 355 | 4 539 | 4 474 | 4 328 | 4 287 | 4 284 | 4 226 | 3 931 |

| 1962  | 1968  | 1975  | 1982  | 1990  | 1999  | 2006 | 2011 | 2016 |
| ----- | ----- | ----- | ----- | ----- | ----- | ---- | ---- | ---- |
| 3 919 | 3 539 | 3 284 | 3 406 | 3 678 | 3 867 | -    | -    | -    |

| 2019 | - | - | - | - | - | - | - | - |
| ---- | - | - | - | - | - | - | - | - |
| -    | - | - | - | - | - | - | - | - |

## Administració
| Període   | Identitat      | Partit        |
| --------- | -------------- | ------------- |
| 2001-2008 | René Le Floc'h | Divers droite |
| 2008-     | Jacques Juloux | Divers gauche |